# Coupe de Belgique de football 1995-1996
La Coupe de Belgique 1995-1996 a vu la victoire du FC Bruges au Stade Roi Baudouin à Bruxelles.

## Finale
| Équipes       | FC Bruges - Cercle Bruges |
| Score         | 2 - 1 (2 - 1) |
| Stade         | Stade Roi Baudouin, Bruxelles Spectateurs : 35 000 |
| Buts          | 6e Gábor Torma (0-1), 29e Mario Stanic (1-1), 42e Mario Stanic (2-1) |
| FC Bruges     | Dany Verlinden - Gunter Verjans, Dirk Medved, Pascal Renier, Vital Borkelmans - Sven Vermant (81e Tjörven De Brul), Franky Van der Elst, Lorenzo Staelens, Gert Claessens (75e Nzelo Lembi) - Gert Verheyen (88e Pascal Plovie), Mario Stanic Entraineur : Hugo Broos |
| Cercle Bruges | Wim Henneman - Thierry Siquet, Wim Kooiman, Alex Camerman, Tibor Selymes - Bert Lamaire (65e Joe Bwalya), Geoffrey Claeys, Kurt Soenens, Björn Renty (55e Bernard Beuken) - Davy Cooreman (83e Ilie Stan), Gábor Torma                                                |